# Conspiracy of One
Conspiracy of One —en español: Conspiración de uno— es el sexto álbum de estudio de la banda estadounidense de punk rock The Offspring, lanzado el 14 de noviembre de 2000 a través de Columbia Records. Después de una gira mundial para promocionar su álbum anterior, Americana, que fue lanzado en 1998, The Offspring comenzó a trabajar en un nuevo álbum. Conspiracy of One fue originalmente planeado para ser lanzado a la venta por menor directamente desde el sitio web de la banda, hasta que su compañía discográfica amenazó con demandarlos y el álbum finalmente se publicó como una edición física.
Conspiracy of One debutó en el número nueve en la lista estadounidense de Billboard 200, con alrededor de 125.000 copias vendidas en su primera semana, y dio lugar a los sencillos "Original Prankster", "Want You Bad" y "Million Miles Away". El grupo realizó una gira mundial para promocionar el álbum. Conspiracy of One sería el último álbum de estudio de The Offspring con el baterista Ron Welty, ya que él dejaría la banda a principios del 2003 para dedicarse a su carrera en Steady Ground. Aunque el álbum no fue tan exitoso como Americana, Conspiracy of One obtuvo el platino en la RIAA en los Estados Unidos, y ha vendido alrededor de 6 millones de copias alrededor del mundo.

## Antecedentes y grabación
The Offspring pasó gran parte de 1999 de gira, promocionando su álbum Americana. También aparecieron en el famoso Woodstock de 1999, donde se emitió su presentación en vivo a través de la televisión, mediante el pago por visión. Ya en el 2000, muy motivados por la manera en que las cosas han pasado y tras tomarse un mes de descanso, los miembros de la banda volvieron a reunirse para empezar a trabajar en un nuevo material.
The Offspring entró oficialmente al estudio para comenzar las sesiones de grabación para Conspiracy of One en junio del 2000. Para la grabación del álbum, la banda eligió a Brendan O'Brien como su productor, y grabó el álbum en los estudios NRG en North Hollywood, California, durante un período de dos meses.

## Lanzamiento y recepción
Conspiracy of One fue lanzado el 14 de noviembre de 2000, y alcanzó el puesto número 9 en la lista de álbumes de Billboard 200. Cinco semanas después de su lanzamiento, el álbum fue certificado con el oro y el platino. El álbum también fue un gran éxito en Canadá, vendiendo 25.231 copias en su primera semana y debutó en la posición número 4 en la lista de Canadian Albums Chart. Conspiracy of One fue certificado 2x Platino por la Canadian Recording Industry Association en febrero de 2007.
Liana Jonas de Allmusic describió a Conspiracy of One como la "colección más madura musicalmente hasta la fecha" de The Offspring. Jonas elogió a la música del álbum, indicando que "la interacción vocal y el trabajo de guitarra fueron refinados" y afirma que la banda introdujo "elementos del hip hop, nu metal, y del grunge al estilo Nirvana en un par de canciones". El álbum recibió una calificación de tres estrellas y media de cinco. Además, los tres sencillos de Conspiracy of One, "Original Prankster", "Want You Bad" y "Million Miles Away", gozaron de un gran éxito comercial. Hasta la fecha, el álbum tiene una puntuación de 60 sobre 100 en Metacritic.

### El problema con Napster
El propósito de The Offspring era lanzar su nuevo disco a través de Internet, mediante su web oficial. De esta manera, la banda comenzó a abanderar una serie de protestas en favor de Napster. Sin embargo, la propia Napster realizó un comunicado prohibiendo a la banda californiana el uso de publicidad de la empresa con su logo porque violaban sus derechos e imágenes de copyright. The Offspring, lejos de desistir en su intento de lanzar su nuevo álbum gratuitamente en la red, ahora sin el apoyo de Napster, organizó un concurso en directo desde MTV mediante el que la banda pretendía premiar con un millón de dólares a uno de los fanes que se descargasen Conspiracy Of One de la red. La banda argumentaba que "si los fans lo van a descargar, que lo puedan descargar de nosotros" ya que el disco terminaría tarde o temprano en la red. Tras fuertes problemas con Columbia Records, el concurso acabó por reducir el premio y el método, ya que sólo era ya necesario descargar su sencillo "Original Prankster". Noodles confirmó sus intenciones al explicar que:

"Era algo de lo que estuvimos hablando todos juntos. Fue una idea que se le ocurrió a uno y a todos nos gustó la idea. Decidimos llevarla adelante, pero nos sentimos muy afortunados de estar en nuestra posición, la de ser un grupo al que las cosas han ido muy bien. Por eso sentimos que le debíamos algo a nuestros fans por todo su apoyo. Queríamos hacer algo que hiciese hablar a la gente sobre este disco, que funcionara también a nivel promocional. No sé cuánta gente se habrá bajado el single hasta el momento, pero lo que sí sé es que todo el mundo se lo puede bajar de forma gratuita desde cualquier parte del planeta. Ahora la relación con el sello está bien, pero nos sentimos un poco decepcionados de no poder hacer lo que teníamos planeado. Comunicamos en internet lo que queríamos hacer con este disco y pensábamos que iba a funcionar perfectamente, que ayudaría a difundir la información sobre el disco. Al principio daba la impresión de que Sony nos iba a dejar llevar a cabo nuestro experimento, lo parecía de verdad, pero en el último momento los abogados empezaron a meterse y todo esto acabó siendo una auténtica locura. Por un momento pensamos que el disco no iba a poder editarse hasta dentro de un año. Nosotros habíamos grabado el disco y queríamos salir inmediatamente de gira para presentarlo, así que no queríamos que lo tuviesen retenido por ninguna razón. Llegamos a un acuerdo con Columbia y al final todo ha salido bien. Hemos tenido que aceptar algunas condiciones, pero se hace lo que se puede".

Finalmente, Conspiracy of One fue publicado en CD, disco de vinilo, y casete.

## Portadas
La portada de Conspiracy of One sería la primera aparición del logotipo del cráneo flameante, que se ha convertido prácticamente en un sello de la banda. El cráneo aparece en las portadas de los sencillos Original Prankster, Hit That, (Can't Get My) Head Around You, Spare Me the Details, y en la de los álbumes Splinter y Greatest Hits. Además, también se encuentra en las portadas de los DVDs Huck It y Complete Music Video Collection. En el 2008, con la llegada del álbum  Rise and Fall, Rage and Grace, el logotipo está totalmente ausente. Recién se vuelve a utilizar en la portada del sencillo Cruising California (Bumpin' in My Trunk), publicado en el 2012.

## Lista de canciones
Todas las canciones fueron escritas y compuestas por Dexter Holland, excepto las que se indiquen.

Todas las canciones escritas y compuestas por The Offspring. 
| N.º                   | Título                    | Duración |  |
| 1.                    | «Intro»                   | 0:06     |  |
| 2.                    | «Come Out Swinging»       | 2:47     |  |
| 3.                    | «Original Prankster»      | 3:42     |  |
| 4.                    | «Want You Bad»            | 3:23     |  |
| 5.                    | «Million Miles Away»      | 3:40     |  |
| 6.                    | «Dammit, I Changed Again» | 2:49     |  |
| 7.                    | «Living in Chaos»         | 3:28     |  |
| 8.                    | «Special Delivery»        | 3:00     |  |
| 9.                    | «One Fine Day»            | 2:45     |  |
| 10.                   | «All Along»               | 1:39     |  |
| 11.                   | «Denial, Revisited»       | 4:33     |  |
| 12.                   | «Vultures»                | 3:35     |  |
| 13.                   | «Conspiracy of One»       | 2:17     |  |
| Duración total: 37:44 |                           |          |  |

### Bonus tracks
| Bonus track agregado en la versión australiana y europea |           |          |  |
| N.º                                                      | Título    | Duración |  |
| 14.                                                      | «Huck It» | 2:38     |  |
| Duración total: 40:22                                    |           |          |  |

| Bonus track agregado en el disco de vinilo |            |          |  |
| N.º                                        | Título     | Duración |  |
| 14.                                        | «80 Times» | 2:07     |  |
| Duración total: 39:51                      |            |          |  |

## Listas y certificaciones
| Listas                             | Posición |
| ---------------------------------- | -------- |
| Lista musical de Australia         | N.º 4    |
| Lista musical de Austria           | N.º 5    |
| Lista musical de Bélgica (Flandes) | N.º 35   |
| Lista musical de Bélgica (Valonia) | N.º 18   |
| Lista musical de Canadá            | N.º 4    |
| Lista musical de Finlandia         | N.º 4    |
| Lista musical de Francia           | N.º 3    |
| Lista musical de los Países Bajos  | N.º 32   |
| Lista musical de Alemania          | N.º 8    |
| Lista musical de Italia            | N.º 12   |
| Lista musical de Japón             | N.º 2    |
| Lista musical de Nueva Zelanda     | N.º 11   |
| Lista musical de Noruega           | N.º 11   |
| Lista musical de Polonia           | N.º 7    |
| Lista musical de Suecia            | N.º 8    |
| Lista musical de Suiza             | N.º 4    |
| Lista musical del Reino Unido      | N.º 12   |
| EE. UU. Billboard 200              | N.º 9    |
| Billboard Top Canadian Albums      | N.º 4    |
| Billboard Top Internet Albums      | N.º 12   |

| Listas                     | Posición |
| -------------------------- | -------- |
| Lista musical de Australia | N.º 22   |

| País           | Certificación | Fecha                   | Ventas    |
| -------------- | ------------- | ----------------------- | --------- |
| Australia      | 2x Platino    | 2000                    | 140,000   |
| Austria        | Oro           | 30 de enero de 2001     | 10,000    |
| Canadá         | 2x Platino    | Febrero de 2007         | 70,000    |
| Estados Unidos | Platino       | 14 de diciembre de 2000 | 1,000,000 |
| Finlandia      | Oro           | 2000                    | 29,330    |
| Suiza          | Platino       | 2002                    | 40,000    |

## En la cultura popular
- La canción "Original Prankster" aparece en el episodio "Gasificados" de la serie animada Daria.[45]
- La canción "Dammit, I Changed Again" aparece en la película The New Guy.[46]
- La canción "Original Prankster" aparece en la película Animal.[47]
- La canción "One Fine Day" aparece en el videojuego Crazy Taxi 2.[48]
- La canción "Want You Bad" aparece en la película Tomcats.[49]
- La canción "Come Out Swinging" aparece en el videojuego Crazy Taxi 2.[48]
- La canción "Want You Bad" aparece en la película American Pie 2.[50]

## Créditos

### The Offspring
- Dexter Holland - Vocalista, guitarra rítmica
- Noodles - Guitarra principal, coros
- Greg K - Bajo, coros
- Ron Welty - Batería

### Otros
- Redman - Vocales en "Original Prankster"
- Justin Beope – Diseñador
- Billy Bowers – Ingeniero
- Nick DiDia – Ingeniero
- David Domínguez – Ingeniero asistente
- Karl Egsieker – Sonido, mezclas
- Ryan Eilliams – Sonido, mezclas
- Sean Evans – Director artístico
- Alan Forbes – Ilustraciones
- Ross Garfield – Técnico de batería
- Sarkis Kaloustian – Diseñador
- Steve Masi – Técnico de guitarra, teclados
- Eddy Schreyer – Masterización